# Монако на Европском првенству у атлетици у дворани 2017.
Монако је учествовао на 33. Европском првенству у дворани 2017 одржаном у Београду, Србија, од 3. до 5. марта. Ово је било четврто Европско првенство у дворани на којем је Монако учествовао.
Репрезентацију Монака представљао је један спортиста (1 мушкарац) који се такмичио у трци на 800 метара.
Такмичар Монака није освојио медаљу на овом првенству.

## Учесници
{: Мушкарци:
- Брис Ете — 800 м

## Резултати

### Мушкарци
| Атлетичар  | Дисциплина | Лични рекорд | Квалификације | Квалификације | Полуфинале           | Полуфинале           | Финале               | Финале | Детаљи |
| Атлетичар  | Дисциплина | Лични рекорд | Резултат      | Место         | Резултат             | Место                | Резултат             | Место  | Детаљи |
| ---------- | ---------- | ------------ | ------------- | ------------- | -------------------- | -------------------- | -------------------- | ------ | ------ |
| Брајс Етес | 800 м      | 1:51,24 НР   | 1:51,35       | 6. у гр. 1    | Није се квалификовао | Није се квалификовао | Није се квалификовао | 20/24  |        |